# Zła sława
Zła sława – album studyjny polskiego rapera Flinta. Wydawnictwo ukazało się 7 listopada 2014 roku nakładem wytwórni muzycznej Koka Beats w dystrybucji Firmy Księgarskiej Olesiejuk. Produkcji nagrań podjęli się  Udar, DJ Flip, Luxon, Barthvader, Vinylstealer oraz Salvare.

## Lista utworów
Opracowano na podstawie materiału źródłowego.
1. "Zła sława" (produkcja: Udar) - 2:47
2. "Całe życie na supporcie" (produkcja: DJ Flip) - 3:26
3. "Moja pierwsza groupie" (produkcja: Luxon) - 3:42
4. "Wracam do domu" (produkcja: Barthvader, Vinylstealer) - 3:34
5. "Mój pies" (produkcja: Luxon) - 2:42
6. "Śpiew syreny" (produkcja: DJ Flip) - 4:08
7. "Tylko hajs" (produkcja: Luxon) - 4:12
8. "Chcę cię jeszcze więcej" (produkcja: DJ Flip) - 3:47
9. "Zyrtec" (produkcja: Luxon) - 3:27
10. "Deadline" (produkcja: DJ Flip) - 2:53
11. "Jestem skończony" (produkcja: Udar)- 3:51
12. "K.O." (produkcja: Salvare)- 2:05